# Pëtr Nikolaevič Vrangel'
Pëtr Nikolaevič Vrangel', o anche Peter von Wrangel (in russo Пётр Николаевич Врангель?; Mukuliai, 27 agosto 1878 – Bruxelles, 25 aprile 1928), è stato un generale, politico e nobile russo.
Aristocratico, già generale dell'Esercito imperiale russo, fu uno dei principali capi militari dell'Armata Bianca controrivoluzionaria durante la guerra civile russa.

## Biografia
Nacque nel 1878 a Mukuliai, nell'allora governatorato di Kovno, dalla famiglia aristocratica di origine baltico-tedesca dei Wrangel. Ufficiale della Guardia dello Zar, partecipò alla guerra contro il Giappone (1904-05) e alla prima guerra mondiale, al comando di una divisione di Cosacchi.

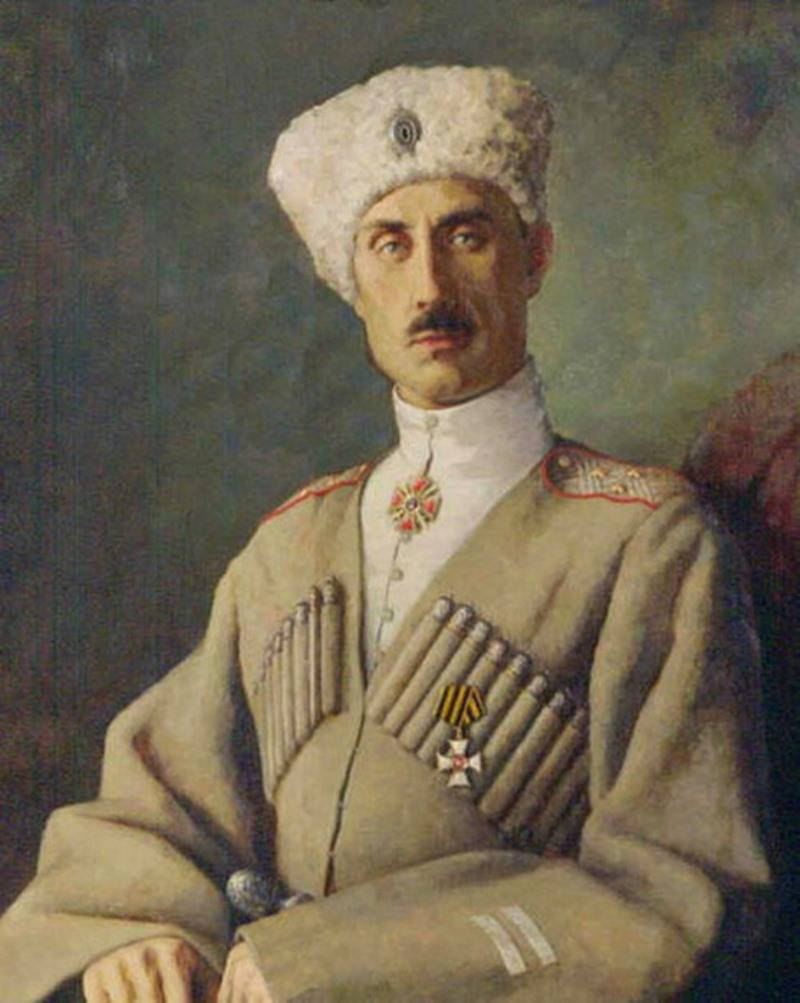
Ritratto del Barone Pëtr Nikolaevič Vrangel' (1920)

Con la resa della Russia, Vrangel' rassegnò le dimissioni e si ritirò a Jalta; qui fu arrestato dai bolscevichi ma, una volta rilasciato, riparò alla volta di Kiev. Nell'agosto del 1918 entrò nell'Armata dei Volontari per combattere contro l'Armata Rossa. Dopo la seconda campagna del Kuban venne nominato generale. Ottenne una serie di vittorie nell'area caucasica e il suo esercito venne rinominato Armata dei Volontari del Caucaso.
Vrangel' entrò però in contrasto con il generale Anton Ivanovič Denikin che gli chiedeva una rapida marcia su Mosca, mentre Vrangel' invece reputava fondamentale conquistare Caricyn e unirsi con le forze dell'ammiraglio Kolčak. 
Vrangel' conquistò in questo periodo la fama di generale leale e competente, proibì infatti alle sue truppe di saccheggiare e depredare i territori nemici conquistati.
A seguito della sconfitta di Denikin, nell'aprile del 1920 Vrangel' assunse il comando supremo dell'Esercito Bianco. Mentre l'Armata Rossa era impegnata nella guerra contro la Polonia, Vrangel' mosse dal suo quartier generale in Crimea e attaccò i bolscevichi da sud, passando il Dnepr e creando un nuovo governo a Ekaterinoslav. Debolmente sostenuto dagli anglo-francesi, fu sconfitto dall'Armata Rossa e respinto in Crimea. Qui organizzò, con i resti della flotta del Mar Nero, ribattezzata poi flotta di Vrangel', un'imponente evacuazione dei suoi soldati e delle loro famiglie a cui lasciò la scelta, se partire per l'esilio o rimanere ed affrontare l'Armata Rossa.
Vrangel' s'imbarcò il 1º novembre 1920 sull'ultimo convoglio, assieme a militari e civili. Riparò poi nel Regno di Jugoslavia, dove fu conosciuto come il capo dei rifugiati bianchi. Si trasferì poi, nel settembre del 1927, a Bruxelles dove lavorò come ingegnere minerario e pubblicò le sue memorie. Morì nel 1928 nella capitale belga. I familiari sostennero che Vrangel' fosse stato avvelenato dal fratello del maggiordomo, che per un breve tempo aveva soggiornato nella dimora del generale. I funerali vennero celebrati a Bruxelles ma il corpo venne seppellito, secondo le sue volontà, nella Chiesa Ortodossa Russa di Belgrado.

## Curiosità
- Il barone Pëtr Vrangel' è il "Barone nero" della canzone Armata bianca, barone nero, una canzone dei soldati dell'Armata Rossa risalente alla guerra civile.